# Jonathan Lucroy
Jonathan Charles Lucroy (né le 13 juin 1986 à Eustis, Floride, États-Unis) est un receveur de baseball évoluant en Ligue majeure avec les Red Sox de Boston.

## Carrière

### Brewers de Milwaukee
Joueur des Ragin' Cajuns de l'Université d'État de Louisiane à Lafayette, Jonathan Lucroy est repêché au troisième tour par les Brewers de Milwaukee en juin 2007. 

#### Saison 2010

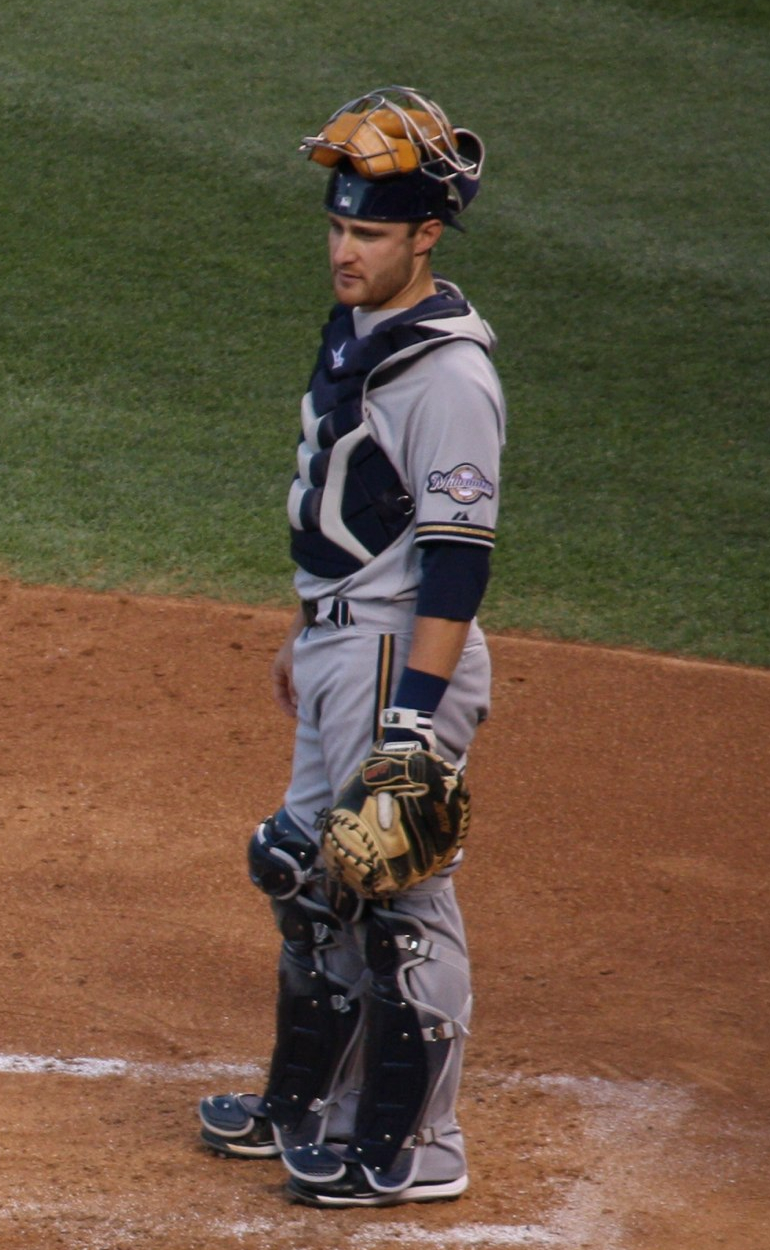
Jonathan Lucroy en 2010 avec les Brewers de Milwaukee.

Il fait ses débuts en Ligue majeure le 21 mai 2010 pour les Brewers dans un match interligue au Target Field face aux Twins du Minnesota et obtient dans ce match son premier coup sûr en carrière, un simple comme frappeur suppléant aux dépens du lanceur Nick Blackburn. Son premier coup de circuit est réussi le 25 juin suivant aux dépens de Ryan Rowland-Smith des Mariners de Seattle. Lucroy complète sa première saison avec quatre circuits, 26 points produits et une moyenne au bâton de ,253 en 75 parties jouées avec Milwaukee.

#### Saison 2011
Receveur principal des Brewers en 2011, il frappe 12 circuits, produit 59 points et affiche une moyenne au bâton de ,265 en 136 parties jouées. Jouant pour la première fois en éliminatoires, il produit deux points en quatre matchs dans la Série de divisions que Milwaukee remporte sur Arizona puis frappe un circuit, produit trois points et maintient une moyenne de ,294 dans les six parties de Série de championnat contre Saint-Louis.

#### Saison 2012
Lucroy connaît un excellent début de saison 2012 avec une moyenne au bâton de ,345 après 43 parties, au cours desquelles il a frappé 48 coups sûrs et fait marquer 30 points. Mais il se retrouve sur la liste des blessés et doit être opéré pour une fracture de la main droite après un incident inusité survenu dans une chambre d'hôtel le 27 mai. Lucroy explique qu'il tentait d'atteindre une chaussette sous le lit lorsque son épouse déplaça une valise, qui tomba sur sa main. Quelques jours plus tard, Lucroy dénonce le harcèlement dont son épouse est victime, celle-ci ayant reçu plusieurs messages d'insultes sur Facebook.
Il joue finalement 96 parties et maintient une moyenne au bâton de ,320 en 346 passages au bâton, avec 12 circuits et 58 points produits. Le 30 août 2012, il frappe un grand chelem et produit 7 points dans une défaite de 12-11 des Brewers devant les Cubs au Wrigley Field de Chicago. Il devient le premier receveur de l'histoire à connaître deux matchs d'au moins 7 points produits en une même saison (il l'avait fait le 20 mai précédent contre Minnesota) depuis 1920, soit depuis que le baseball majeur compile la statistique.

#### Saison 2013

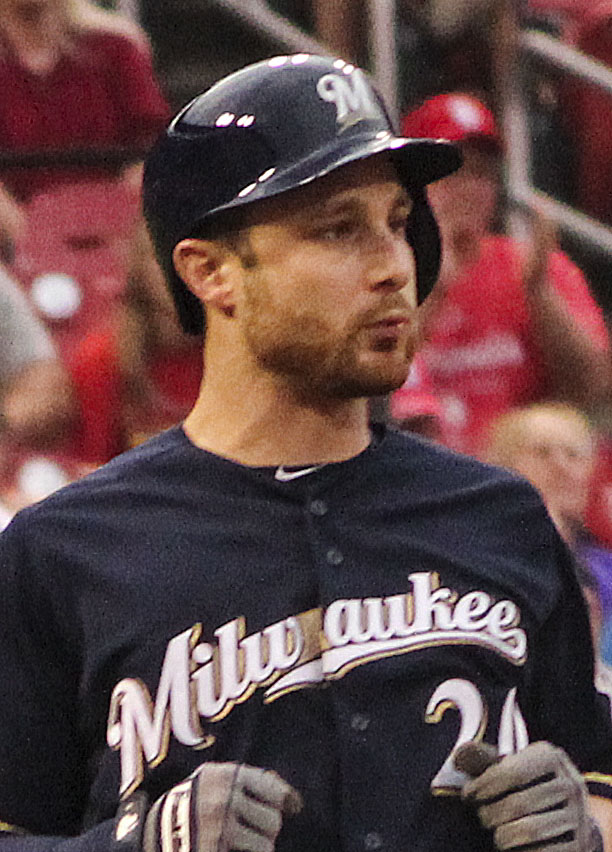
Jonathan Lucroy en 2014.

En 147 matchs joués en 2013, Lucroy frappe pour ,280 avec de nouveaux records personnels de coups sûrs (146), de doubles (25), de triples (6), de circuits (18), de points marqués (49), de buts volés (9) et de points produits (82). Il est d'ailleurs le meneur des Brewers dans cette dernière catégorie.

#### Saison 2014
Lucroy honore en 2014 sa première sélection au match des étoiles. Élu comme réserviste, il amorce finalement le match à la place du receveur des Cardinals de Saint-Louis, Yadier Molina, qui a été élu sur la formation partante mais est blessé. En deux passages au bâton, Lucroy frappe deux doubles et produit deux des trois points de l'équipe d'étoiles de la Ligue nationale, qui s'incline 5-3 devant ses homologues de la Ligue américaine.
Le 18 septembre 2014, il frappe son 52e double de la saison mais son 45e de l'année lorsqu'il joue à sa position de receveur. Il égale du même coup le record de doubles en une saison par un receveur, marque établie en 1996 par Iván Rodríguez. Il termine l'année avec 53 coups de deux buts, un sommet dans les majeure en 2014. Sa moyenne au bâton de ,301 est la 7e meilleure de la Ligue nationale, il est 5e de cette ligue avec 176 coups sûrs, et 3e avec 68 coups sûrs de plus d'un but, un de moins que les co-meneurs Andrew McCutchen et Giancarlo Stanton. Sa moyenne de présence sur les buts de ,373 le classe aussi 9e de la Nationale. Il termine 4e du vote de fin d'année désignant le joueur par excellence de la Ligue nationale.

### Rangers du Texas

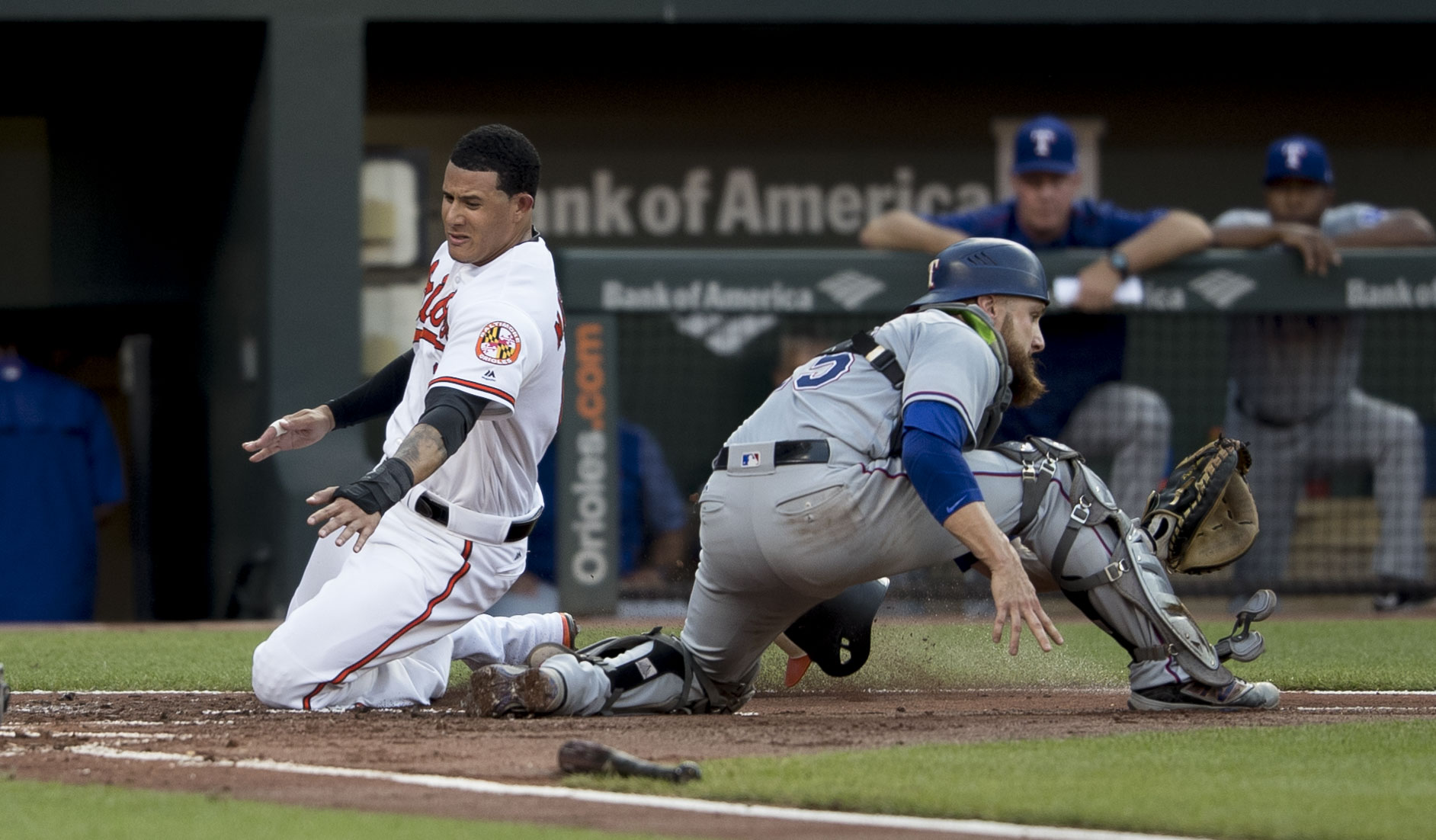
Manny Machado (à gauche) des Orioles de Baltimore et Jonathan Lucroy (à droite) des Rangers du Texas le 18 juillet 2017.

À l'approche de la date limite des échanges à l'été 2016, les Brewers sont prêts à échanger Lucroy, dont la valeur marchande est élevée. Lucroy possède cependant une clause de non échange et invoque celle-ci pour bloquer un transfert aux Indians de Cleveland. Ces derniers s'étaient entendus avec les Brewers pour leur céder quatre joueurs d'avenir, dont le receveur Francisco Mejía. Lucroy estime qu'un transfert à Cleveland n'est pas une bonne affaire pour lui, puisqu'il présume que les Indians l'utiliseront pour terminer 2016 comme remplaçant de Yan Gomes, blessé, avant de confier à nouveau le poste de receveur principal de l'équipe en 2017. 
Le 1er août 2016, après l'échec de la transaction vers Cleveland, Jonathan Lucroy est cédé aux Rangers du Texas. Le lanceur droitier Jeremy Jeffress l'accompagne dans le transfert, alors que les Brewers reçoivent trois joueurs des ligues mineures : Lewis Brinson, Ryan Cordell et Luis Ortiz.

### Rockies du Colorado
Le 30 juillet 2017, Texas échange Jonathan Lucroy aux Rockies du Colorado contre un joueur à nommer plus tard.

## Vie privée
Son jeune frère David Lucroy, un lanceur, est repêché à deux reprises par les Brewers de Milwaukee, de l'école secondaire en 2011 au 29e tour de sélection, puis de l'université de l'Est de la Caroline au 20e tour en 2015.